# George Hunter
George Hunter (1885 i Peshawar, Indien - februar 1934) var en engelsk fodboldspiller.
I sine unge dage spillede han for Aston Villa F.C., Oldham Athletic F.C., og Chelsea F.C.. I marts 1914 blev han solgt til Manchester United F.C.  Han spillede i Manchester United indtil 1915, hvor hans kontrakt blev ophævet. Han var Uniteds kaptajn i perioden 1914 til 1915.